# 胶南县
胶南县，中国旧县名。
1946年，中共政权析胶县南部九区和青岛办事处的薛家岛区置，治所在今山东省青岛市黄岛区。此后历属滨北专区、胶州专区、昌潍专区、青岛市、昌潍专区、昌潍地区，1978年再度划入青岛市，1979年1月析置黄岛区。1990年撤销，改设胶南市，2012年，胶南市并入黄岛区。 